# 殺戮時代

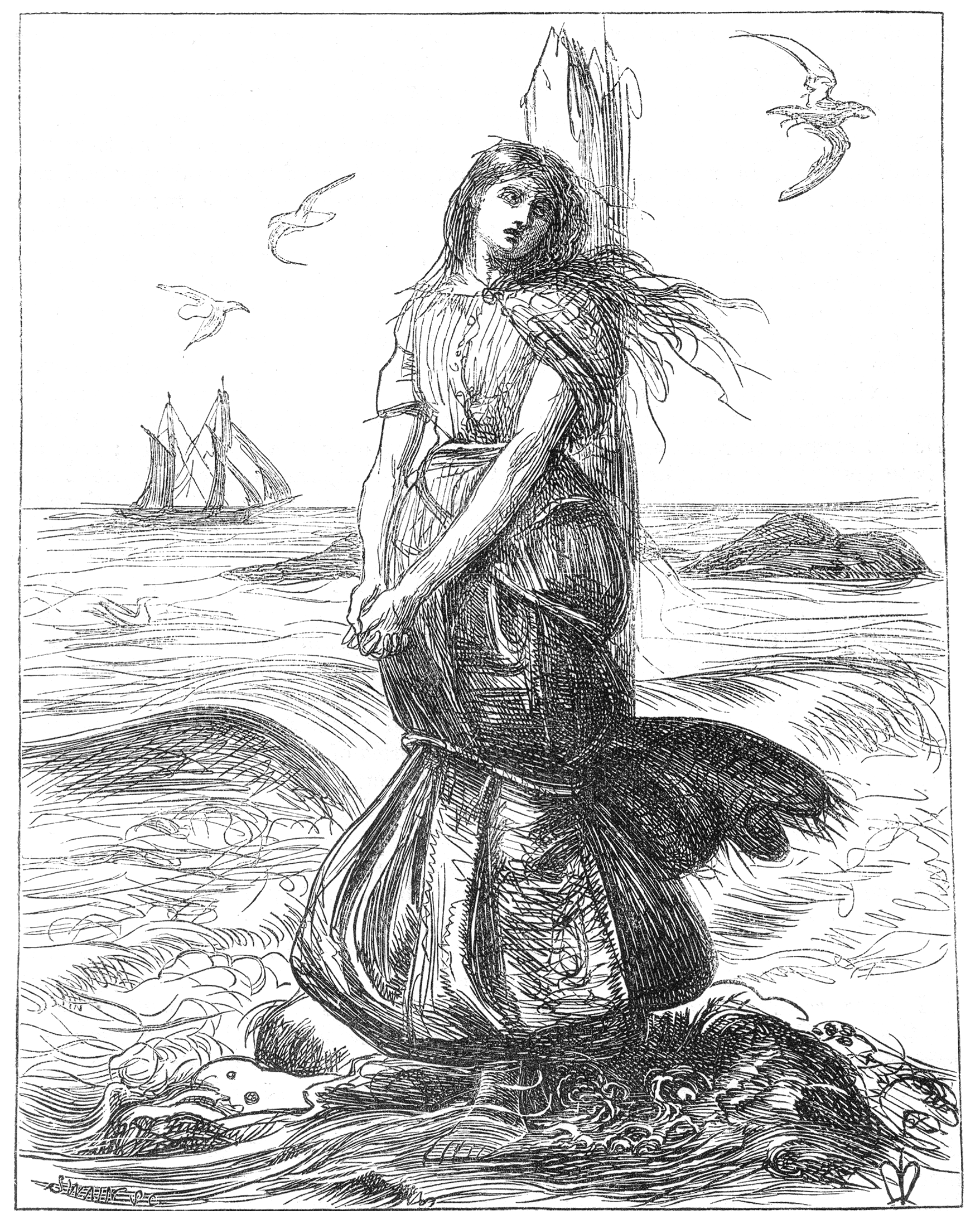
殉教したカヴェナンターの少女

殺戮時代または屠殺時代（さつりくじだい/とさつじだい、英語：The Killing Time）は、スコットランドにおける1680年から1688年の迫害の時代を指す言葉である。親ローマ・カトリックのイングランド王兼スコットランド王チャールズ2世と弟のジェームズ2世（スコットランド王ジェームズ7世）が長老派教会のカヴェナンターを迫害し、殺戮した治世を表している。

## 歴史
チャールズ2世は1662年に、グラスゴー大会（1638年）で廃止されていたローマ・カトリック的な司教（主教）の監督制をスコットランド教会に復活させ、長老教会を打倒した。チャールズ2世本人はイングランドのロンドンにいたため、スコットランド大臣に任命された側近のローダーデイル公ジョン・メイトランドとスコットランド大法官のロシズ伯ジョン・レスリー、セント・アンドルーズ主教ジェイムズ・シャープの3人が代わりにスコットランドで弾圧政策を推し進めていた。
教会の牧師達は新しい状況に妥協するか、牧師謝儀を失うか厳しい選択を迫られ、多くの牧師たちは教会の講壇から惜別説教をして野に下っていった。この牧師たちは野外の秘密集会（conventicles）で説教し、しばしば数千人の会衆を集めて礼拝を導いたが、ステュアート朝はあらゆる方法を使って野外礼拝を踏みにじろうとした。
政府の公認する国教会に出席しない人々に高額の罰金が科され、野外の秘密礼拝は死刑と定められた。拷問がカトリックの戦術になり、刑具で足を締め付ける、指の間に火をつけたマッチをはさむ、親指をネジで締め付けるなどカヴェナンターに対して、あらゆる拷問が行われた。68歳の老婆と若い少女が海の中の柱に縛り付けられ、満潮の海でゆっくり溺死させられた話はよく知られている。エディンバラの160人は寒風の夜に一晩中さらされてから、地下牢に投げ込まれ、飢えと拷問で多くが殉教した。生き残った人は耳をそがれた上、奴隷としてアメリカ合衆国に売られたが、アメリカは彼らを解放した。
1678年、政府の弾圧に耐えかねたカヴェナンターが反乱を起こしたが、翌1679年までにダンディー子爵ジョン・グラハムらに鎮圧、1680年にローダーデイルらが辞任してヨーク公ジェームズ（後のジェームズ7世）が国王代理として赴任、弾圧は継続された。
後の改革長老教会の創始者リチャード・キャメロンは1680年にサンカル宣言を出したが、捕らえられて処刑された。兵士たちはキャメロンの首と手を、獄中にあったキャメロンの父に見せつけ、その後エディンバラの城門にさらし首にした。スコットランド枢密院は、疑わしい者に対する裁判外の即時処刑を許可した。有名なジョン・ブラウンもその場で処刑された。この時代はスコットランド教会における殉教史として重要である。
1685年にチャールズ2世が亡くなりジェームズ7世が即位したが、イングランドの失政が重なり1688年に名誉革命でイングランドから追放され迫害は停止された。